# 媒体アクセス制御
媒体アクセス制御（英: Medium Access Control、MAC）またはメディアアクセス制御（英: Media Access Control、MAC）とは、通信ケーブルや無線などの物理的な伝送媒体を共有し通信し合うハードウェアを制御する仕組みである。IEEE 802においてOSI参照モデルの第2層にあたるデータリンク層の一部（副層）を成す通信プロトコルである。MACフレームは、イーサネットおよびWi-Fiローカルエリアネットワークでの伝送の基本単位である。

## 概要
MAC は、アドレス指定と多元接続制御機構を提供し、複数のターミナルやネットワークノードをネットワーク上で通信可能とする。一般に、Local Area Network（LAN）や Metropolitan Area Network（MAN）で使われる。全二重の一対一の通信では、MACプロトコルは必要とされない。半二重の一対一の通信では、全二重のエミュレートが可能であり、その際にMAC層を使うこともある。
MAC層は論理リンク制御とネットワークの物理層の間のインタフェースとして動作する。
MAC層は、物理アドレスあるいはMACアドレスと呼ばれるアドレッシング機構を提供する。これは、各ネットワークカードに割り当てられた固有の番号であり、サブネット（イーサネットなどのルータを経由しない物理ネットワーク）内の通信相手にパケットを送信可能とする。
媒体アクセス制御という用語は多元接続プロトコルと同義に使われることもある。というのも、MAC層は多元接続に必要なプロトコルと制御機構を提供するためである。これにより、複数の局が同じ物理媒体を共有することが可能となる。物理媒体共有の例として、バス型ネットワーク、リング型ネットワーク、ハブ型ネットワーク、無線ネットワーク、全二重の一対一リンクなどがある。

## 有線ネットワークでのパケット通信多元接続プロトコルの例
- CSMA/CD （イーサネットと IEEE 802.3 で使用）
- トークンバス （IEEE 802.4）
- トークンリング （IEEE 802.5）
- トークン・パッシング （FDDI で使用）

## 無線ネットワークでのパケット通信多元接続プロトコルの例
- CSMA/CA
- TDMA
- CDMA
- OFDMA
- Slotted ALOHA
- Reservation ALOHA